# Bulletproof Heart
A Bulletproof Heart Grace Jones amerikai énekesnő 1989-ben megjelent kilencedik stúdióalbuma. Műfaja: urban, dance-pop és house. Kiadója a Capitol Records. Producerek: Chris Stanley és Grace Jones. A felvételek helyszínei: a New York-i Music Mountain Studios, a Stony Hill Jamaica, a Soundtracks Studios, a Vision Sound Studios és a Quad Studios. A maszterelés a New York-i Sterling Sound stúdióban zajlott.

## A dalok

### Az album

#### „A” oldal (Front Seat)
1. Driving Satisfaction (Grace Jones – Chris Stanley) – 5:50
2. Kicked Around (Grace Jones – Chris Stanley) – 5:37
3. Love on Top of Love (David Cole – Grace Jones) – 6:10
4. Paper Plan (Grace Jones – Chris Stanley) – 3:55
5. Crack Attack (featuring Freedom) (Grace Jones – Chris Stanley) – 5:20

#### „B” oldal (Back Seat)
1. Bulletproof Heart (Grace Jones – Chris Stanley) – 4:19
2. On My Way (Grace Jones – Chris Stanley) – 4:24
3. Seduction Surrender (Jonathan Elias – Grace Jones – Chris Stanley – A. Lasarenko) – 4:57
4. Someone to Love (Grace Jones –  Chris Stanley) – 4:47
5. Amado Mio (Doris Fisher – Allen Roberts) – 5:20

### CD, 1989
1. Driving Satisfaction (Grace Jones – Chris Stanley) – 5:57
2. Kicked Around (Grace Jones – Chris Stanley) – 5:40
3. Love on Top of Love (David Cole – Grace Jones) – 6:17
4. Paper Plan (Grace Jones – Chris Stanley) – 3:57
5. Crack Attack (featuring Freedom) (Grace Jones – Chris Stanley) – 5:24
6. Bulletproof Heart (Grace Jones – Chris Stanley) – 4:10
7. On My Way (Grace Jones – Chris Stanley) – 4:25
8. Dream (Grace Jones – Chris Stanley) – 3:26
9. Seduction Surrender (Jonathan Elias – Grace Jones – Chris Stanley – A. Lasarenko) – 4:59
10. Someone to Love (Grace Jones – Chris Stanley) – 4:50
11. Don't Cry Freedom (duett Chris Stanley-vel) (Chris Stanley) – 4:16
12. Amado Mio (Doris Fisher – Allen Roberts) – 5:20

### CD, 2004
1. Driving Satisfaction (Grace Jones – Chris Stanley) – 5:50
2. Kicked Around (Grace Jones – Chris Stanley) – 5:37
3. Love on Top of Love (David Cole – Grace Jones) – 6:10
4. Paper Plan (Grace Jones – Chris Stanley) – 3:55
5. Crack Attack (featuring Freedom) (Grace Jones – Chris Stanley) – 5:20
6. Bulletproof Heart (Grace Jones – Chris Stanley) – 4:19
7. On My Way (Grace Jones – Chris Stanley) – 4:24
8. Seduction Surrender (Jonathan Elias – Grace Jones – Chris Stanley – A. Lasarenko) – 4:57
9. Someone to Love (Grace Jones –  Chris Stanley) – 4:47
10. Amado Mio (Doris Fisher – Allen Roberts) – 5:20
11. Dream (Grace Jones – Chris Stanley) – 3:26
12. Don't Cry Freedom (duett Chris Stanley-vel) (Chris Stanley) – 4:16
13. Love on Top of Love (Killer Kiss) (Garage House Mix) (bónuszfelvétel) (David Cole – Grace Jones) – 7:10
14. Amado Mio (The Brazilian Mix) (bónuszfelvétel) (Doris Fisher – Allen Roberts) – 6:25

## Közreműködők
- Grace Jones (ének)
- Robert Clivilles (dob,  programozás, ütőhangszerek: Driving Satisfaction, Love on Top of Love, Crack Attack)
- David Cole (billentyűs hangszerek, szintetizátor, programozás: Driving Satisfaction, Love on Top of Love, Crack Attack)
- Janice Pendarvis (háttérvokál: Driving Satisfaction, On My Way, Seduction Surrender)
- Vanessee Thomas (háttérvokál: Driving Satisfaction, Bulletproof Heart, Seduction Surrender)
- Jocelyn Brown (háttérvokál: Love on Top of Love)
- Craig Derry (háttérvokál: Love on Top of Love)
- Martha Wash (háttérvokál: Love on Top of Love)
- Lani Groves (háttérvokál: Bulletproof Heart)
- Curtis King Jr. (háttérvokál: Bulletproof Heart, Seduction Surrender, Amado Mio)
- Frank Simms (háttérvokál: Bulletproof Heart, Seduction Surrender, Amado Mio)
- Kenny Williams (háttérvokál: Bulletproof Heart)
- George Victory (basszusgitár, gitár, billentyűs hangszerek: Kicked Around, Paper Plan, Soneone To Love, gitár: Bulletproof Heart, Seduction Surrender,  ritmusgitár: On My Way, basszus és gitár: Dream)
- Carl Pitterson (dob, programozás: Kicked Around, Paper Plan, Dream)
- Alan (fúvós hangszerek, billentyűs hangszerek: Kicked Around, Paper Plan, Dream, Someone to Love, ütős hangszerek: Paper Plan)
- Clive Hunt (fúvós hangszerek: Kicked Around, Paper Plan, Dream, Someone to Love, billentyűs hangszerek: Crack Attack, fúvós hangszerek és billentyűs hangszerek: Don't Cry Freedom)
- Carl Pitterson (billentyűs hangszerek: Paper Plan, dobprogramozás: Someone to Love, Don't Cry Freedom, ütős hangszerek: Don't Cry Freedom)
- Chris Stanley (billentyűs hangszerek: Paper Plan, basszus: "Bulletproof Heart", vokál és billentyűs hangszerek: Don't Cry Freedom)
- Freedom (rap: Crack Attack)
- Jonathan Elias (dobprogramozás, billentyűs hangszerek, szintetizátorprogramozás: Bulletproof Heart, Seduction Surrender, billentyűs hangszerek és szintetizátorprogramozás:  On My Way, dobprogramozás és billentyűs hangszerek: Amado Mio)
- Sherman Foote (dob- és szintetizátorprogramozás: Bulletproof Heart, Seduction Surrender, Amado Mio, dobprogramozás: On My Way)
- Alex Lasarenko (billentyűs hangszerek: Bulletproof Heart, Amado Mio, zongora: On My Way, billentyűs hangszerek és synth bass: Seduction Surrender)
- Lenny Pickett (szaxofon: Bulletproof Heart)
- Jim Nicholson (szintetizátorprogramozás: Bulletproof Heart, On My Way, Seduction Surrender)
- Francesco Centeno (basszus: On My Way)
- Ray Foote (FX gitár: On My Way)
- Ira Siegel (ritmusgitár: On My Way)
- Tyrone Downey (billentyűs hangszerek: On My Way)
- Gordon Gottlieb (ütős hangszerek: On My Way)
- Chris Fosdick (vokáleffektek: On My Way)
- Clifford Pemsler (szintetizátorprogramozás: On My Way, Seduction Surrender)
- Diva Gray (háttérvokál: On My Way, Seduction Surrender)
- Jerry Bennett (dobprogramozás: Seduction Surrender)
- Tom Regis (dobprogramozás: Seduction Surrender)
- Chip Jenkins (szintetizátorprogramozás: Seduction Surrender)
- Danny Browny (gitár: Don't Cry Freedom)
- Dominic Cortese (tangóharmonika: Amado Mio)
- Jay Berliner (flamencogitár: Amado Mio)
- Dave Tofani (tenorszaxofon: Amado Mio)
- Willie Menendez (narrátor: Amado Mio)
- Chris Stanley (producer: Driving Satisfaction, Kicked Around, Paper Plan, Crack Attack, Bulletproof Heart, On My Way, Dream, Someone to Love, Don't Cry Freedom)
- Grace Jones (producer: Driving Satisfaction, Kicked Around, Paper Plan, Crack Attack, Bulletproof Heart, On My Way, Dream, Seduction Surrender, Someone to Love, Don't Cry Freedom, hangszerelés: Amado Mio)
- David Cole (producer és hangszerelés: Love on Top of Love, társproducer: Crack Attack, hangkeverés, hangmérnök: Driving Satisfaction, Love on Top of Love)
- Robert Clivilles (producer: Driving Satisfaction, társproducer: Crack Attack, hangmérnök, hangszerkesztő: Driving Satisfaction, Love on Top of Love, Crack Attack)
- Jonathan Elias (producer: Seduction Surrender, Amado Mio, hangszerelés: Amado Mio, egyéb: Bulletproof Heart, On My Way)
- Sherman Foote (producer és hangmérnök: Amado Mio, hangkeverés: Bulletproof Heart)
- Steve „Griff” Griffin (felvételvezető: Driving Satisfaction, Love on Top of Love, Crack Attack)
- Jim „Bonzai” Lyon (keverés: Driving Satisfaction, Love on Top of Love, Crack Attack)
- Ricky Crespo (hangszerkesztő: Driving Satisfaction, Love on Top of Love)
- Carl Pitterson (hangmérnök, hangkeverés: Kicked Around, Paper Plan, Dream, Someone to Love, Don't Cry Freedom)
- Josh Abbey (hangkeverés: On My Way, Amado Mio)
- David Gennaro (hangmérnök – vokál: Bulletproof Heart)
- Paul Seymour (hangmérnök – vokál: Bulletproof Heart)
- Chris Floberg (hangkeverés: Bulletproof Heart)
- Alex Lasarenko (hangszerelés: Amado Mio)
- Jim Nicholson (hangmérnök: Amado Mio)
- Clifford Pemsler (hangmérnök: Amado Mio)
- José Rodriguez (maszterelés)
- Jean-Paul Goude (borítóterv)
- Greg Gorman (belső fotók)
- Jeffrey Fey (dizájn)

## Különböző kiadások

### LP
- 1989 Capital Records (064-7 91737 1, NSZK)
- 1989 Capital Records (C4 91737, Egyesült Államok, Kanada)
- 1989 Capital Records (C1 91737, Egyesült Államok)

## Kazetta
- 1989 Capital Records (C4 91737, Egyesült Államok, Kanada)

### CD
- 1989 Capital Records (CDP 7 91737 2, Anglia)
- 2004 EMI Gold (578 5732)

## Kimásolt kislemezek

### Kislemezek
- 1989 Love on Top of Love (Killer Kiss) (Single Version) / Dream (Capital Records, 006-20 3549 7, NSZK)
- 1990 Amado Mio (The Brazilian Mix) (Radio Edit) / Amado Mio (LP Version) (Radio Edit) (Capitol Records, 06 2037597, Olaszország, promóciós lemez)

### Maxik
- 1989 Love on Top of Love (Killer Kiss) (The Funky Dred Club Mix) / Love on Top of Love (Killer Kiss) (The Funky Dred Dub Mix) / Love on Top of Love (Killer Kiss) (Grace's Swing Mix) / Love on Top of Love (Killer Kiss) (The Cole & Clivilles Garage House Mix) (Capitol Records, V-15508, Egyesült Államok)
- 1989 Love on Top of Love (Killer Kiss) (The Funky Dred Club Mix) / Love on Top of Love (Killer Kiss) (The Funky Dred Dub Mix) / Love on Top of Love (Killer Kiss) (The Cole & Clivilles Garage House Mix) (Capitol Records, 060-20 3549 6, NSZK)
- 1989 Love on Top of Love (Killer Kiss) (The Cole & Clivilles Garage House Mix) / Love on Top of Love (Killer Kiss) (The Funky Dred Club Mix) / Love on Top of Love (Killer Kiss) (The Funky Dred Dub Mix) (Capitol Records, 12CL 557, Anglia)
- 1989 Love on Top of Love (Killer Kiss) (The Funky Dred Club Mix) / Love on Top of Love (Killer Kiss) (The Funky Dred Dub Mix) / Love on Top of Love (Killer Kiss) (The Cole & Clivilles Garage House Mix) / Love on Top of Love (Killer Kiss) (Grace's Swing Mix) (Capitol Records, 052-20 3557 6, Spanyolország)
- 1989 Love on Top of Love (Killer Kiss) (The Funky Dred Club Mix) / Love on Top of Love (Killer Kiss) (The Funky Dred Dub Mix) / Love on Top of Love (Killer Kiss) (The Cole & Clivilles Garage House Mix) / Love on Top of Love (Killer Kiss) (Grace's Swing Mix) (Capitol Records, 14-20 3557 6, Olaszország)
- 1990 Amado Mio (The Brazilian Mix) / Amado Mio (The 28th St. Crew Dub) / Crack Attack (The Don't Do It Mix) / Crack Attack (LP Version) (Capital Records, V-15551, Egyesült Államok)
- 1990 Amado Mio (The Brazilian Mix) / Amado Mio (The 28th St. Crew Club) / Amado Mio (The 28th St. Crew Dub) (Capitol Records, 060-20 3759 6, Európa)

### CD
- 1989 Love on Top of Love (Killer Kiss) (Single Version) / Love on Top of Love (Killer Kiss) (Garage House Mix) / Love on Top of Love (Killer Kiss) (Swing Mix) (Capital Records, CDCL 557, Anglia)
- 1989 Love on Top of Love (Killer Kiss) (Single Version) / Love on Top of Love (Killer Kiss) (The Funky Dred Club Mix) (Capital Records, DPRO 79759, Anglia, promóciós lemez)
- 1989 Love on Top of Love (Killer Kiss) (The Funky Dred Club Mix) / Love on Top of Love (Killer Kiss) (The Funky Dred Dub Mix) / Love on Top of Love (Killer Kiss) (The Cole & Clivilles Garage House Mix) (Capitol Records, CDP 552-2 03 549 3, Ausztria)

## Az album slágerlistás helyezései
- NSZK: 1989. Legmagasabb pozíció: 55. hely

## Legnépszerűbb slágerek
- Love On Top Of Love (Killer Kiss)

Egyesült Államok, Billboard Hot Dance Club Play: 1989. Legmagasabb pozíció: 1. hely
- Amado Mio

NSZK: 1990. április 2-től 4 hétig. Legmagasabb pozíció: 83. hely